# Lipce Reymontowskie
Lipce Reymontowskie [ˈliptsɛ rɛjmɔnˈtɔfskʲɛ] este un sat din powiatul Skierniewice al voievodatului Łódź, situat în Polonia centrală. El este localitatea de reședință a gminei (district administrativ) Lipce Reymontowskie. Se află la o distanță de aproximativ 16 km sud-vest de Skierniewice și la 36 km est de reședința regională Łódź.
Satul are o populație de 1.200 de locuitori.
Władysław Reymont a stabilit acțiunea romanului său, Țăranii (Chłopi, 1904–1909), în Lipce. Denumirea actuală (cu elementul Reymontowskie) este în vigoare de la 1 aprilie 1983.